# Marine Corps Recruit Depot San Diego
| Instruktör motiverar rekryt under övning med bajonettanfall (2016) samt avslutningsceremoni (2010) vid Marine Corps Recruit Depot San Diego. |  | Instruktör motiverar rekryt under övning med bajonettanfall (2016) samt avslutningsceremoni (2010) vid Marine Corps Recruit Depot San Diego. |
| Instruktör motiverar rekryt under övning med bajonettanfall (2016) samt avslutningsceremoni (2010) vid Marine Corps Recruit Depot San Diego. |  | |

Marine Corps Recruit Depot San Diego (förkortning: MCRD SD) är en militär anläggning tillhörande USA:s marinkår i San Diego County i delstaten Kalifornien, USA.
Basen är belägen inne i San Diego på en yta om 45 hektar mellan Interstate 5 norrut och San Diego International Airport söderut.

## Bakgrund
Under det Mexikansk-amerikanska kriget 1846 landsteg amerikanska marinsoldater vid La Playa och tog kanoner från det övergivna Fort Guijarros och belägrade San Diego som då tillhörde Mexiko.
Marinsoldater började permanent stationeras i San Diego från 1914 och hade då sin förläggningsplats i Balboa Park (i vilken San Diego Zoo finns). 1921 togs den nuvarande anläggningen, som ursprungligen hade föreslagits av kongressledamoten William Kettner, i bruk. De gula byggnaderna är uppförda i spansk kolonialstil och är sedan 1991 upptagna i National Register of Historic Places.
Från 1923 har basen använts primärt för rekrytutbildning. Från starten och fram till februari 2021 var det enbart manliga rekryter som genomgick sin grundutbildning som meniga marinsoldater i San Diego.

## Verksamhet
Rekrytdepån i San Diego är en av två förläggningar inom marinkåren där den 13 veckor långa grundutbildningen av meniga rekryter genomförs. Rekryter med hemort väster om Mississippifloden skickas dit medan de med hemort öster om samma flod skickas till Parris Island. Övningar i fält sker i regel på Marine Corps Base Camp Pendleton. 
På basen utbildas även marinkårens rekryterare och drillinstruktörer. Sedan 1987 finns även ett museum på platsen, Marine Corps Recruit Depot Museum.